# Hegyesd
Hegyesd è un comune dell'Ungheria di 179 abitanti (dati 2001). È situato nella contea di Veszprém.